# Coleogyne
Coleogyne é um género botânico pertencente à família Rosaceae. Trata-se de um género monoespecífico, ou seja, composto por uma única espécie, a Coleogyne ramosissima, nativa dos desertos do sudoeste norte-americano.
1. ↑  «Coleogyne — World Flora Online». www.worldfloraonline.org. Consultado em 19 de agosto de 2020